# IC 486
IC 486 је спирална галаксија у сазвјежђу Близанци која се налази на листи објеката дубоког неба у Индекс каталогу.
Деклинација објекта је + 26° 36' 48" а ректасцензија 8h 0m 21,1s. Привидна величина (магнитуда) објекта IC 486 износи 13,7 а фотографска магнитуда 14,6. IC 486 је још познат и под ознакама UGC 4155, MCG 4-19-18, CGCG 148-87, IRAS 07572+2645, PGC 22445.